# Olympus OM
Олімпус OM (Olympus OM) — лінійка фотокамер, об'єктивів та відповідних аксесуарів, що випускались з 1972 по 2002 (деякі аксесуари випускались ще й на початку 2003 року), та байонет, який використовується у цих камерах та об'єктивах.
Крім простого механічного кріплення байонет OM передбачає механічну передачу встановленого значення діафрагми, встановленого користувачем, у камеру для правильної роботи експонометра та її закривання до робочого значення безпосередньо перед зніманням (так звана «стрибаюча» діафрагма, реалізована механічним способом за допомогою важеля байонету).
Крім компанії Olympus об'єктиви, сумісні з байонетом OM випускали й сторонні виробники.

## Моделі камер
Olympus випускав широку лінійку камер продовж багатьох років, причому камери, які містили у назві одну цифру, були моделями професійної серії, а ті, що містили дві чи більше цифр, були любительськими камери, сконструйованими для простого використання.
Також часто камери з однією цифрою у назві (професійні) називають системними, а аматорські — позасистемними, оскільки вони не дозволяють приєднувати усі аксесуари системи OM.
Випуск камер любительського рівня (consumer-grade) був припинений у 1992 році, коли на зміну їм прийшли дзеркальні камери з незмінним об'єктивом Olympus IS. Проте випуск камер професійного рівня у лінійці OM продовжувався до 2002 року.
Більшість камер Olympus OM не мали автоматичного фокусування, за винятком декількох моделей.
Були випущені такі камери Olympus OM
- OM-1
- OM-1 MD
- OM-1N
- OM-2
- OM-2N
- OM-2S/SP
- OM-3
- OM-3Ti
- OM-4
- OM-4T/Ti chrome
- OM-4T/Ti black
- OM-10
- OM-10 Quartz
- OM-20 (OM-G)
- OM-30 (OM-F)
- OM-40 (OM-PC)
- OM-707 (OM-77AF)
- OM-101 (OM-88)

Літери Ti у назві камери означають, що у корпусі камери використано титаново-алюмінєвий сплав, що дозволяє виготовити корпус міцним та легким.

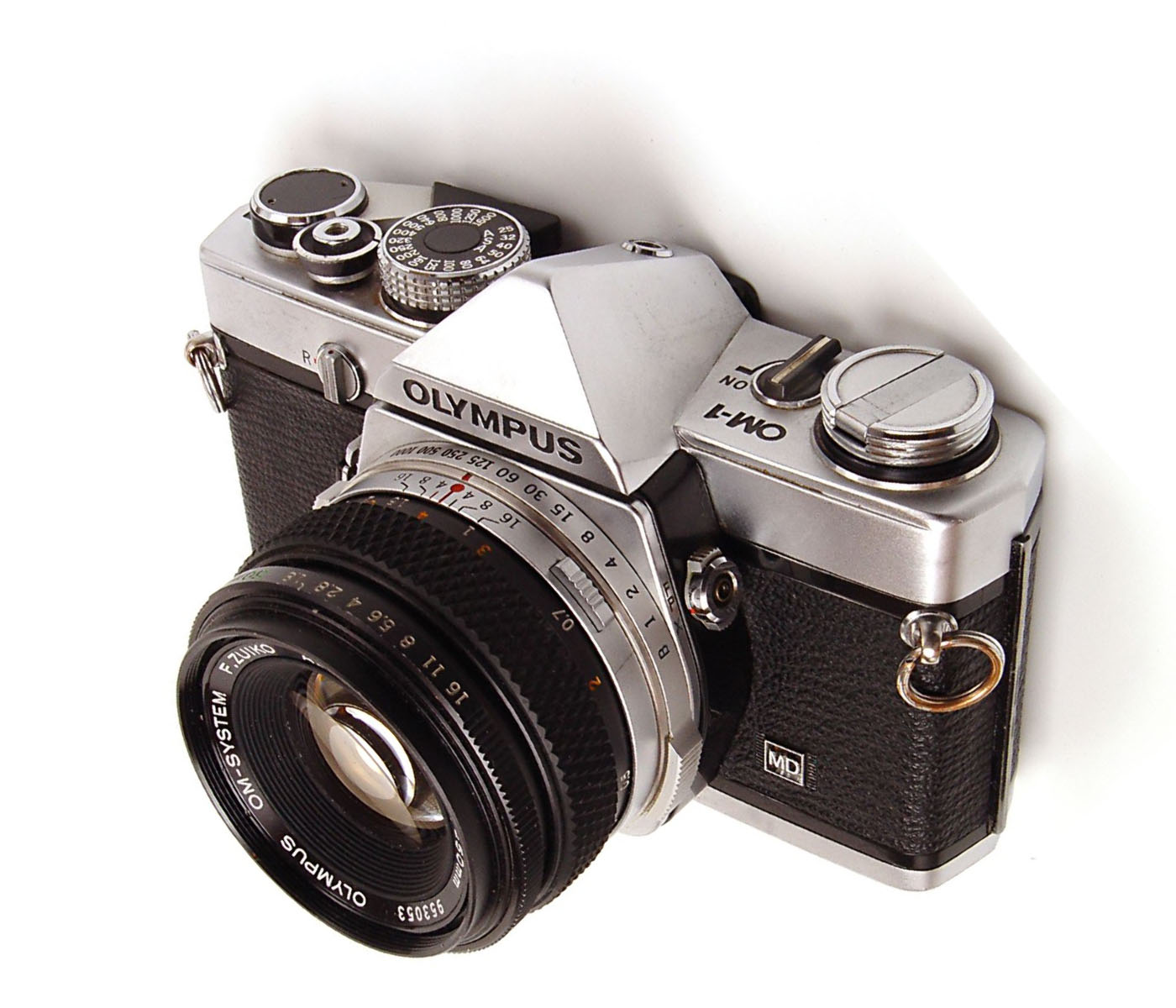
OM-1 MD
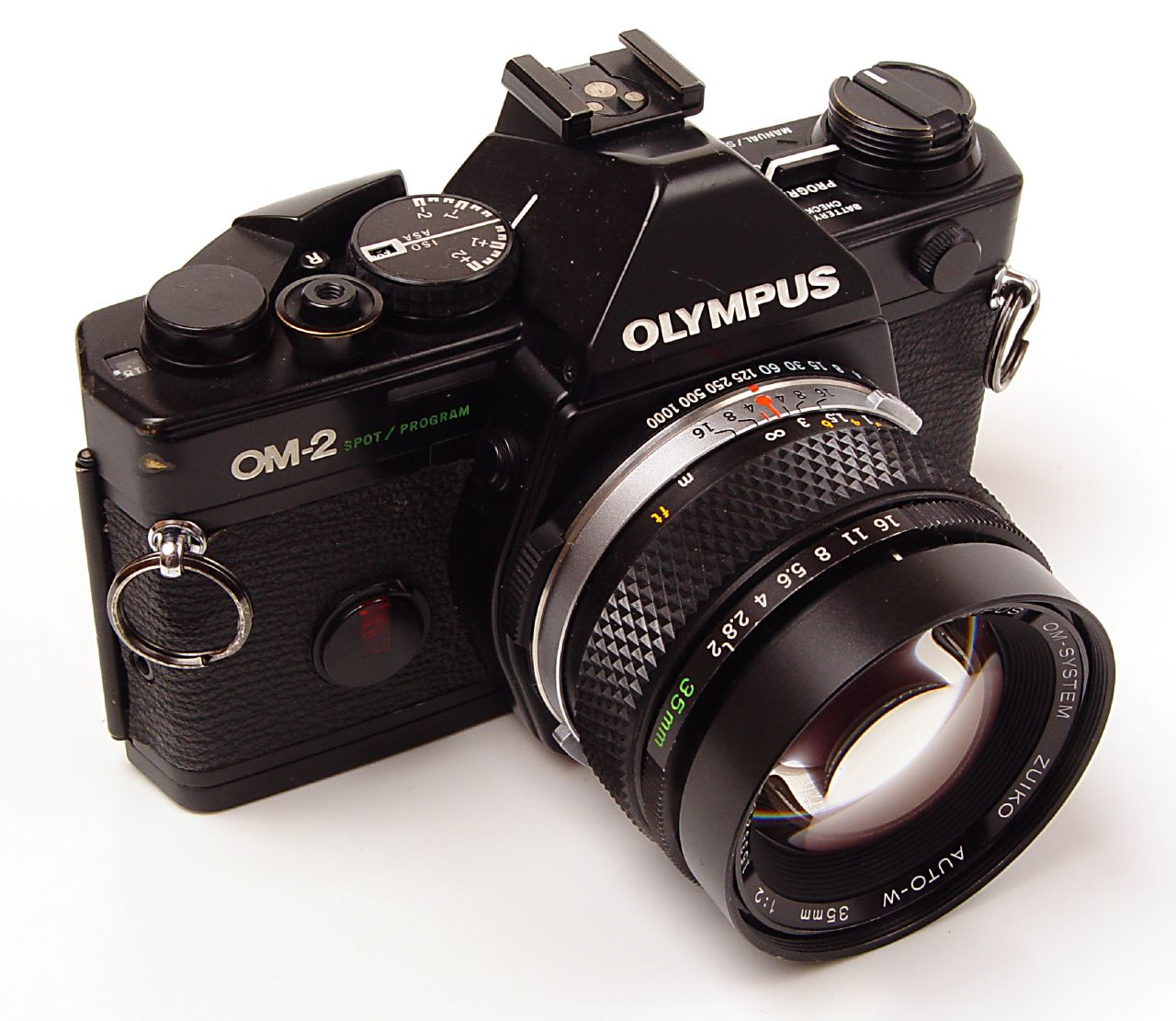
Olympus OM-2 SP
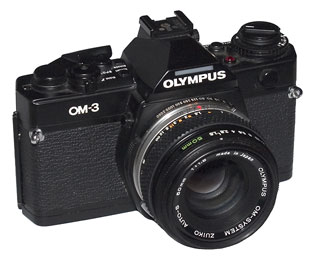
Olympus OM-3

### Системні камери Olympus OM-1/2/3/4
Прототип першої камери серії був показаний на виставці Photokina у 1972 році. Камера мали ім'я M-1 і система пропонувалась з іменем Olympus M. Камера викликала фурор, оскільки була меншою та легшою за аналоги від інших фотовиробників. Проте, камери з байонетом М пропонувала компіня Leitz (Leica), тому ім'я камери і системи було змінено на OM.

#### Olympus M-1/OM-1/OM-1MD/OM-1n
Різниця між цими камерами незначна. M-1 — оригінальтна камера, у були проблеми із ім'ям, яка пересікалось з іменами камер Лейки, тому ім'я камери було змінено на OM-1. Роком пізніше було випущено версію, яка дозволяла приєднувати моторний привід, оскільки на корпусі камери присутні невеликі літери md (Motor Drive), то такий варіант камери часто називають OM-1MD, хоча літер MD у назві може й не бути. Камера OM-1n має деякі внутрішні відмінності від оригінальної камери, найважливішими з яких є наявність платформи для аксесуарів та світлодіода у видошукачі для підтвердження готовності лампи-спалаху (привикористанні ламп-спалахів серії T). Камери випускались у чорному чи хромовому виконанні, дуже цінними серед колекціонерів вважаються оригінальні камери M-1 (їх було випущено лише 25 штук) та спеціальні золоті версії (GOLD jubilee version) камери OM-1n (їх було випущено лише 25 штук).
Головні характеристики камери:
- Система: OLYMPUS OM System.
- Формат кадру: 24mmx36mm.
- Дзеркало: Збільшеного розміру, таке, що швидко повертається.
- Затвор: У фокалній площині, 1-1/1000 sec., керування кільцем біля оправи об'єктиву
- Вбудований експонометр: TTL type замір при відкритій діафрагмі,
- Діапазон виміру: EV2-17 (ASA 100 with F1.4 50mm lens).
- Джерело живлення: 1.35V mercury battery
- 93% кадру у видошукачі

### Позасистемні камери Olympus OM-10/20/30/40
Камери, у яких у назві міститься дві цифри відносяться до аматорських камер серії OM і часто мають дещо меншу функціональність та певні спрощення, порівняно із камерами професійної серії, які містять лише одну літеру у назві

#### OM-10
Виробництво цієї камери розпочалось у 1979 році, камера сумісна із більшість об'єктивів та аксесуарів серії OM. Незважаючи на нижчу ціну, камера має надійну, зручну і компактну конструкцію, схожу на камери OM-1 та OM-2.
У стандартному варіанті камера забезпечує роботу у режимі пріоритету витримки з можливістю внесення компенсації від −2EV до +2EV. Фактично поправка експозиції змінює значення чутливості плівки, яке передається експонометру.
Для можливості ручного вибору швидкості затвора до камери необхідно приєднати зовнішній аксесуар Manual Adaptor.
Основні відмінності камери від лінійки професійних моделей OM:
- Неможливість ручного вибору експопари без Manual Adaptor.
- Неможливість зміни фокусувальних екранів.
- неможливість зміни задньої кришки.
- Неможливість приєднання двигуна для перемотки плівки (Motor Drive)

У 1980 році була випущена камера OM-10 Quartz, яка відрізнялась від оригінальної OM-10 присутністю незмінної задньої кришки з можливістю друку дати або часу безпосередньо на плівці.
Камера OM-10 випускалась до 1987 року і користувалась популярністю, оскільки забезпечує хорошу функціональність, дуже просто (приєднанням Manual Adaptor) переводиться у розряд камер професійного класу, і є дуже надійною

#### OM-20/OM-G
OM-20 випущена у 1983 році, вона також відома під назвою OM-G (під цією назвою камера була випущена на деякі ринки).
Камера є дещо переробленим варіантом камери OM-10. Із змін, введених у цю камеру слід вказати наявність роз'єму під зовнішню лампу-спалах (PC flash connector), можливість приєднання моторизованого приводу перемотки плівки (motor drive), та деякі інші зміни.

#### OM-30/OM-F
Випущена у 1983 році. Ця камера є першим кроком Olympus до автофокусних однооб'єктивних дзеркальних камер, проте справжній автофокус працює лише з одним об'єктивом Zuiko 35-70mm AF zoom, у якого кільце фокусування є моторизоване, і використовується три елементи живлення розміру AAA для функціонування. З усіма іншими об'єктивами серії OM камера дає підказки з ручного фокусуванню за допомогою світлодіода у видошукачі.

#### OM-40/OM-PC
Камера випущена у 1985 році.
Камера має модифікований, прорезинений корпус, зручніший, порівняно із OM-10/20/30, проте вона дешевша за OM-2SP. Як і у OM-2SP камера має програмний режим експозиції, пріоритет діафрагми і ручний режим. Замір експозиції може вестись у центральній зоні та у багатьох зонах; він називається у Olympus ESP (він, у сучаснішому варіанті присутній і на наступних камерах, включаючи сучасну серію E).
У OM-40, як і у OM-10/20/30, фокусувальний екран незмінний, проте камера дозволяє використовувати моторизований привід перемотки плівки (Motor Drives)

### Інші позасистемні камери
Камери OM-101, OM-707 та OM-2000 стоять дещо осторонь інших, оскільки 707 та 101 були спробами випустити автофокусні камери, і до цих камер були випущені окремі об'єктиви, які не сумісні з іншими камерами системи OM. Камера OM-2000 була випущена компанією Cosina під маркою Olympus.

#### Olympus OM-101/OM-88
Olympus OM-101 є однооб'єктивнод дзеркальною камером випущеною у 1988 з байонетом OM. На деякі ринка камера вийшла з назвою OM-88.
Камера випущена після невдалої OM-707, і є спрощенням останньої, призначеним для аматорів. Камера призначена для роботи із автофокусними об'єктивами, які не містять кільця фокусування, проте не має автофокусу, і увесь процес фокусування знаходиться під контролем фотографа. Оскільки у таких об'єктивів відсутнє кільце фокусування, то для наведення на різкість використовується система, відома як Power Focus, або керування електродвигуном приводу фокусвання за допомогою органів управління на корпусі фотокамери.
Камера має невелику кількість органів керування та передбачає мінімальне втручання у фотографа у процес вибору експозиці, і не передбачає інформування фотографа про вибрані параметри експопари.
При використанні з неавтофокусними об'єктивами серії Zuiko OM камера працює у режимі пріоритету діафрагми, але не повідомляє фотографа про вибір витримки.

#### Olympus OM-707/OM-77
Olympus OM-707 була випущена у 1986 р, і є першою спробою Olympus випустити повністю автофокусну дзеркальну камеру. На деяких ринках камера мала назву Olympus OM-77.
Камера сумісна з байонетом OM, і може використовувати усі об'єктиви OM, проте для неї були випущені спеціальні автофокусні об'єктиви, які не мали кільця (чи іншого органу управління) для ручного керування фокусуванням. Оскільки тогочасні автофокусні системи не мали достатньої точності і чутливості, для ручного керування процесом фокусування Olympus ввів у цю камеру систему, названу Power Focus, яка дозволяла за допомогою органів керування на корпусі фотокамери керувати двигуном приводу фокусування. На даль це менш зручний для фотографа шлях, ніж пряме керування за допомогою кільця на об'єктиві.
Ця камера остання автофокусна у лінійці OM, яка використовувала Power Focus, подібна функціональність введена Olympus у цифрові дзеркальні однооб'єктивні камери серії E, у яких поворот кільця фокусування на об'єктиві Digital Zuiko не приводить у рух механізм фокусування, а лише подає у камеру команду на такий рух за допомогою вбудованих у об'єктиві електродвигунів (слід зазначити, що у інших об'єктивах сумісних з Four-Thirds може бути використана інша конструкція фокусування).
Специфікація:
- Затвор: Електрично керований розташований у фокальній площині з вертикальним рухом ламелей.
- Швидкість затвора: 2-1/2000 с.
- Байонет: Olympus OM для автофокусних об'єктивів (допускається використання і інших об'єктивів OM)
- Контроль експозиції:: TTL (OTF) центрально зважений
- Варіанти автоекспозиції: Програмний, Програмний з зсувом, З пріоритетом діафрагми (з неавтофокусними об'єктивами)
- Фіксація автофокусу: присутня
- Видошукач: 93% зображення на незмінному екрані з позначеними зонами автофокусу
- Автозарядження плівки; автоперемотка (1.5 кадрів у секунду); автоперемотка
- 12 секунд таймер автоспуску
- Вага: 555 г без об'єктива, батарей та аксесуарів
- Вбудована лампа підсвітки автофокусу

#### Інші камери
Olympus OM2000 була випущена у 1997 році. Камера виготовлялась компанією Cosina з байонетом OM, і багатьма фанами не вважається «справжнім» Олімпусом.
Проте камера сумісна з усією лінійкою об'єктивів Zuiko OM, містить механічний затвор із доступними витримками до 1/2000 с та швидкістю синхронізації із спалахом 1/125 с. TTL-режими роботи спалаху відсутні.
Камера продавалась разом із об'єктивом S-Zuiko zoom 35-70mm f/3,5-4,8 (продавався лише в комплекті із камерою) та 70-210mm f/4,5-5,6

### Автофокусні камери
Олімпус так і не випустив автофокусної камери професійної серії OM, проте спроби впровадження автофокусу були. Першою автофокусною камерою любительського рівня у лінійці OM стала OM-30, проте справжній автофокус працював із єдиним об'єктивом Zuiko 35-70mm/F4 AF, який містить у своєму корпусі двигун та відділення для елементів живлення. Проте на цю камеру можна було встановити будь-який об'єктив серії OM, при цьому камера дає підказки з правильного фокусування (світлодіодний індикатор «у фокусі»). Справжньою автофокусною камерою стала камера OM-707, яка також позиціонувалась для аматорів, проте має деякі властивості, які зазвичай реалізовували у той час у камерах професійної лінійки (змінний фокусувальний екран, ручне встановлення експозиції, компенсація експозиції, ручне встановлення чутливості плівки з ігноруванням значення встановленого за DX-кодом, можливість використання моторного приводу, роз'єм для спалаху з підтримкою TTL). Для цієї камери було випущено вісім автофокусних об'єктивів.

## Об'єктиви
Серія об'єктивів OM включає в себе велику кількість якісних об'єктивів, які перекривають фокусні відстані від 8 мм до 1000 мм. Об'єктиви випускались під маркою Zuiko, і користуються повагою серед професіоналів та аматорів.
| Lens                   | Angle of view                | Elements — Groups | Diaphragm                        | Aperture range             | Closest focus                       | Smallest field                                                          | Focusing                                                                                         | Weight                          | Length                 | Diameter    | Hood                          | Filter                                |
| ---------------------- | ---------------------------- | ----------------- | -------------------------------- | -------------------------- | ----------------------------------- | ----------------------------------------------------------------------- | ------------------------------------------------------------------------------------------------ | ------------------------------- | ---------------------- | ----------- | ----------------------------- | ------------------------------------- |
| 8 mm F2.8 Fisheye      | 180° (circle)                | 11-7              | Auto                             | 2.8~22                     | 0.2m                                | —                                                                       | Straight helicoid                                                                                | 640g                            | 82mm                   | 102mm       | Not necessary                 | Built-in (L39,Y48, O56,R60)           |
| 16 mm F3.5 Fisheye     | 180°                         | 11-8              | Auto                             | 3.5~22                     | 0.2m                                | —                                                                       | Straight helicoid                                                                                | 180g                            | 31mm                   | 59mm        | Not necessary                 | Built-in (L39,Y48, O56)               |
| 18 mm F3.5             | 100°                         | 11-9              | Auto                             | 3.5-16                     | 0.25m                               | 30x20cm                                                                 | Straight helicoid                                                                                | 250g                            | 42mm                   | 62mm        | 49mm Adapter Ring 49->72      | 72mm Screw-in (w.Adapter Ring 49->72) |
| 21 mm F2               | 92°                          | 11-9              | Auto                             | 2-16                       | 0.2m                                | 21x14cm                                                                 | Straight helicoid                                                                                | 250g                            | 43.5mm                 | 60mm        | 55mm Screw-in [57mm Slide-on] | 55mm Screw-in                         |
| 21 mm F3.5             | 92°                          | 7-7               | Auto                             | 3.5-16                     | 0.2m                                | 21x14cm                                                                 | Straight helicoid                                                                                | 180g                            | 31mm                   | 59mm        | 49mm Screw-in                 | 49mm Screw-in                         |
| 24 mm F2               | 84°                          | 10-8              | Auto                             | 2-16                       | 0.25m                               | 23x15cm                                                                 | Straight helicoid                                                                                | 280g                            | 48mm                   | 60mm        | 55mm Screw-in                 | 55mm Screw-in                         |
| 24 mm F2.8             | 84°                          | 8-7               | Auto                             | 2.8-16                     | 0.25m                               | 23x15cm                                                                 | Straight helicoid                                                                                | 180g                            | 31m                    | 59mm        | 49mm Screw-in                 | 49mm Screw-in                         |
| 24 mm F3.5 Shift       | 84° (100° at max. shift)     | 12-10             | Manual                           | 3.5-22                     | 0.35m                               | 36x24cm                                                                 | Rotating cam(Inner focus)                                                                        | 510g                            | 75mm                   | 84mm        | Fixed                         | Built-in (neutral, Y48,O56, R60)      |
| 28 mm F2               | 75°                          | 9-8               | Auto                             | 2-16                       | 0.3m                                | 27x18cm                                                                 | Straight helicoid                                                                                | 250g                            | 43mm                   | 60mm        | 49mm Screw-in                 | 49mm Screw-in                         |
| 28 mm F2.8             | 75°                          | 6-6               | Auto                             | 2.8-22                     | 0.3m                                | 18x27cm                                                                 | Straight helicoid                                                                                | 170g                            | 32mm                   | 60mm        | 49mm Screw-in                 | 49mm Screw-in                         |
| 28 mm F3.5             | 75°                          | 7-7               | Auto                             | 3.5-16                     | 0.3m                                | 18x27cm                                                                 | Straight helicoid                                                                                | 180g                            | 31mm                   | 59mm        | 49mm Screw-in                 | 49mm Screw-in                         |
| 35 mm F2               | 63°                          | 8-7               | Auto                             | 2-16                       | 0.3m                                | 21x14cm                                                                 | Straight helicoid                                                                                | 240g                            | 42mm                   | 60mm        | 55mm Screw-in                 | 55mm Screw-in                         |
| 35 mm F2.8             | 63°                          | 7-6               | Auto                             | 2.8-16                     | 0.3m                                | 21x14cm                                                                 | Straight helicoid                                                                                | 180g                            | 33mm                   | 59mm        | 51mm Slide-on                 | 49mm Screw-in                         |
| 35 mm F2.8 Shift       | 63° (83° at max. shift)      | 8-7               | Manual                           | 2.8-22                     | 0.3m                                | 21x14cm                                                                 | Straigh helicoid                                                                                 | 310g                            | 58mm                   | 68mm        | 49mm Screw-in                 | 49mm Screw-in                         |
| 40 mm F2               | 56°                          | 6-6               | Auto                             | 2-16                       | 0.3m                                | 18x12cm                                                                 | Straight helicoid                                                                                | 140g                            | 25mm                   | 60mm        | 49mm Screw-in                 | 49mm Screw-in                         |
| 50 mm F1.2             | 47°                          | 7-6               | Auto                             | 1.2-16                     | 0.45m                               | 24x16cm.                                                                | Straight helicoid                                                                                | 285g                            | 43mm.                  | 65mm.       | 51mm Slide-on                 | 49mm Screw-in                         |
| 50 mm F1.4             | 47°                          | 7-6               | Auto                             | 1.4-16                     | 0.45m                               | 24x16cm                                                                 | Straight helicoid                                                                                | 230g                            | 36mm [40mm]            | 60mm        | 51mm Slide-on                 | 49mm Screw-in                         |
| 50 mm F1.8             | 47°                          | 6-5 [6-4]         | Auto                             | 1.8-16                     | 0.45m                               | 24x16cm                                                                 | Straight helicoid                                                                                | 170g [165g]                     | 31mm [32mm]            | 59mm [61mm] | 51mm Slide-on                 | 49mm Screw-in                         |
| 50 mm F2Macro          | 47°                          | 9-7               | Auto                             | 2-16                       | 0.24m                               | 7.2x4.8 cm                                                              | Straight helicoid                                                                                | 320g                            | 55mm                   | 69mm        | Not necessary                 | 55mm Screw-in                         |
| 50 mm F3.5Macro        | 47°                          | 5-4               | Auto                             | 3.5-22                     | 0.23m                               | 7.2x4.8 cm                                                              | Straight helicoid                                                                                | 200g                            | 40mm                   | 60mm        | Not necessary                 | 49mm Screw-in                         |
| 55 mm F1.2             | 43°                          | 7-6               | Auto                             | 1.2-16                     | 0.45m                               | 23x15cm                                                                 | Straight helicoid                                                                                | 310g                            | 47mm                   | 65mm        | 57mm Slide-on                 | 55mm Screw-in                         |
| 85 mm F2               | 29°                          | 6-4 [5-4]         | Auto                             | 2-16                       | 0.85m                               | 25x17cm                                                                 | Straight helicoid                                                                                | 260g                            | 46mm                   | 60mm        | 49mm Screw-in                 | 49mm Screw-in                         |
| 90 mm F2Macro          | 27°                          | 9-9               | Auto                             | 2-22                       | 0.4m                                | 7.2x4.8 cm                                                              | Straight helicoid                                                                                | 550g                            | 71mm                   | 72mm        | 57mm Slide-on                 | 55mm Screw-in                         |
| 100 mm F2              | 24°                          | 7-6               | Auto                             | 2-22                       | 0.7m                                | 18x12cm                                                                 | Straight helicoid                                                                                | 520g                            | 72mm                   | 70mm        | Built-in                      | 55mm Screw-in                         |
| 100 mm F2.8            | 24°                          | 5-5               | Auto                             | 2.8-22                     | 1m                                  | 29x19cm                                                                 | Straight helicoid                                                                                | 230g                            | 48mm                   | 60mm        | 49mm Screw-in                 | 49mm Screw-in                         |
| 135 mm F2.8            | 18°                          | 5-5               | Auto                             | 2.8-22                     | 1.5m                                | 32x21cm                                                                 | Straight helicoid                                                                                | 360g                            | 80mm                   | 61mm        | Built-in                      | 55mm Screw-in                         |
| 135 mm F3.5            | 18°                          | 5-4               | Auto                             | 3.5-22                     | 1.5m                                | 32x21cm                                                                 | Straight helicoid                                                                                | 290g                            | 73mm                   | 60mm        | Built-in                      | 49mm Screw-in                         |
| 180 mm F2              | 14°                          | 10-8              | Auto                             | 2-22                       | 1.6m                                | 25x17cm                                                                 | Rotating cam (Inner focus)                                                                       | 1900g                           | 174mm                  | 113mm       | Built-in                      | 100mm Screw-in                        |
| 180 mm F2.8            | 14°                          | 5-5               | Auto                             | 2.8-32                     | 2m                                  | 32x21cm                                                                 | Straight helicoid                                                                                | 700g                            | 124mm                  | 80mm        | Built-in                      | 72mm Screw-in                         |
| 200 mm F4              | 12°                          | 5-4               | Auto                             | 4-32                       | 2.5m                                | 36x24cm                                                                 | Straight helicoid                                                                                | 510g                            | 127mm                  | 67mm        | Built-in                      | 55mm Screw-in                         |
| 200 mm F5              | 12°                          | 6-5               | Auto                             | 5-32                       | 2.5m                                | 36x25cm                                                                 | Straight helicoid                                                                                | 380g                            | 105mm                  | 62mm        | Built-in                      | 49mm Screw-in                         |
| 250 mm F2              | 10°                          | 12-9              | Auto                             | 2-22                       | 2.2m                                | 25x17cm                                                                 | Rotating cam (Inner focus)                                                                       | 3900g                           | 246mm                  | 142mm       | Built-in                      | Slip-in (46mm rear filter)            |
| 300 mm F4.5            | 8°                           | 6-4               | Auto                             | 4.5-32                     | 3.5m                                | 33x22cm                                                                 | Straight helicoid                                                                                | 1100g (1020g w o tripod collar) | 181mm                  | 80mm        | Built-in                      | 72mm Screw-in                         |
| 350 mm F2.8            | 7°                           | 9-7               | Auto                             | 2.8-32                     | 3m                                  | 25x17cm                                                                 | Rotating cam (Inner focus)                                                                       | 3900g                           | 280mm                  | 142mm       | Built-in                      | Slip-in (46mm rear filter)            |
| 400 mm F6.3            | 6°                           | 5-5               | Auto                             | 6.3-32                     | 5m                                  | 36x24cm                                                                 | Straight helicoid                                                                                | 1300g                           | 255mm                  | 80mm        | Built-in                      | 72mm Screw-in                         |
| 500 mm F8Reflex        | 5°                           | 5-2               | —                                | Single aperture of F8      | 4m                                  | 28x19cm                                                                 | Straight helicoid                                                                                | 590g                            | 97mm                   | 81mm        | Built-in                      | 72mm Screw-in                         |
| 600 mm F6.5            | 4°                           | 6-4               | Auto                             | 6.5-32                     | 11m                                 | 55x37cm                                                                 | Rack and pinion                                                                                  | 2800g                           | 377mm                  | 110mm       | Built-in                      | 100mm Screw-in                        |
| 1000 mm F11            | 2.5°                         | 5-5               | Auto                             | 11-45                      | 30m                                 | 98x65cm                                                                 | Rack and pinion                                                                                  | 4000g [4150g]                   | 662mm                  | 110mm       | Built-in                      | 100mm Screw-in                        |
| 28–48 mm F4            | 75°-49°                      | 8-8               | Auto                             | 4-22                       | 0.65m                               | 74x49cm(28mm) 46x31cm(48mm)                                             | Rotating helicoid                                                                                | 300g                            | 54mm (at 48mm setting) | 65mm        | 55mm Screw-in                 | 49mm Screw-in                         |
| 35–70 mm F3.5-4.5      | 63°~34°                      | 9-8               | Auto                             | 3.5-22                     | 0.45m                               | 21.7x14.5 cm (close focus, 70mm)                                        | Rotating helicoid                                                                                | 190g                            | 51mm                   | 62mm        | 51mm Slip-on                  | 49mm Screw-in                         |
| 35–70 mm F3.5-4.8      | 63°~34°                      | 7-7               | Auto                             | 3.5-22(35mm) 4.8-32(70mm)  | 0.4m                                | 22x15cm                                                                 | Straight helicoid                                                                                | 185g                            | 65mm                   | 63mm        | 52mm Screw-in                 | 52mm Screw-in                         |
| 35–70 mm F3.6          | 63°-34°                      | 10-8              | Auto                             | 3.6-22                     | 0.8m                                | 72x48cm(35mm) 37.5x25cm(70mm)                                           | Straight helicoid                                                                                | 400g                            | 74mm                   | 67mm        | 60mm Slide-on                 | 55mm Screw-in                         |
| 35–70 mm F4            | 64°-34°                      | 7-7               | Auto                             | 4-22                       | 0.75m                               | 72x48cm(35mm) 36x24cm(70mm)                                             | Straight helicoid                                                                                | 385g                            | 71mm                   | 69mm        | 57mm Slide-on                 | 55mm Screw-in                         |
| 35–70 mm F4 Auto Focus | 63°~34°                      | 9-8               | Auto                             | 4-22                       | 0.75m                               | 72x48cm(35mm) 36x24cm(70mm)                                             | Rotating helicoid                                                                                | 550g (w o batteries)            | 70mm                   | 92mm        | 55mm Screw-in                 | 55mm Screw-in                         |
| 35–80 mm F2.8          | 63°-30°                      | 16-14             | Auto                             | 2.8-22                     | 0.6m                                | 62x41cm(35mm) 31x20cm(80mm)                                             | rotating focusing helicoid, rotating cam zoomring                                                | 650g                            | 99mm                   | 69mm        | Bayonet mount                 | 62mm Screw-in                         |
| 35–105 mm F3.5-4.5     | 63°-23°                      | 16-12             | Auto                             | 3.5-22(35mm) 4.5-22(105mm) | 1.5m (0.31m at close focus)         | 129x86cm(35mm) 45x30cm(105mm) close focus: 18x12cm(35mm) 25x17cm(105mm) | rotating focusing helicoid and push-pull zoomring                                                | 470g                            | 85mm                   | 64mm        | 55mm Screw-in                 | 55mm Screw-in                         |
| 50–250 mm F5           | 47°-10°                      | 13-10             | Auto                             | 5-32                       | 1.80m (1.53m at 250mm, close focus) | 103x69cm(50mm) 22x14cm(250mm)                                           | rotating focusing helicoid and push-pull zoomring                                                | 780g                            | 140mm                  | 72mm        | Built-in                      | 55mm Screw-in                         |
| 65–200 mm F4           | 37°-12°                      | 14-11             | Auto                             | 4-32                       | 1.2m (0.85m at close focus, 200mm)  | 48x32cm(65mm) 17x11cm(200mm) 12x8cm(200mm, close focus)                 | rotating focusing helicoid and push-pull zoomring                                                | 730g                            | 147mm                  | 71mm        | Built-in                      | 55mm Screw-in                         |
| 70–210 mm F4.5-5.6     | 34°-11°                      | 10-7              | Auto                             | 4.5-22(70mm) 5.6-28(210mm) | 1.14m                               | ?                                                                       | Straight helicoid                                                                                | 335g                            | 103mm                  | 63mm        | 52mm Screw-in                 | 52mm Screw-in                         |
| 75–150 mm F4           | 32°-16°                      | 15-11             | Auto                             | 4-22                       | 1.6m                                | 64x42cm(75mm) 32x21cm(150mm)                                            | Revolving helicoid                                                                               | 440g                            | 115mm                  | 63mm        | Built-in                      | 49mm Screw-in                         |
| 85–250 mm F5           | 29°-10°                      | 15-11             | Auto                             | 5-32                       | 2m                                  | 66x44cm(85mm) 23x15cm(250mm)                                            | Revolving helicoid                                                                               | 890g                            | 196mm                  | 70mm        | Built-in                      | 55mm Screw-in                         |
| 100–200 mm F5          | 24°-12°                      | 9-6               | Auto                             | 5-32                       | 2.4m                                | 69x46cm(100mm) 37x25cm(200mm)                                           | rotating focusing helicoid and push-pull zoomring                                                | 570g                            | 148mm                  | 63mm        | Built-in                      | 49mm Screw-in                         |
| 20 mm F2               | 9° at highest magnifi-cation | 6-4               | Auto                             | 2-16                       | —                                   | 0.86x0.57 cm(4.2x) 0.26x0.18 cm(13.6x)                                  | with Auto Bellows, 65~116, Auto Extension Tube 14, 15; fine focusing straight helicoid built-in  | 170g                            | 46mm                   | 60mm        | not necessary                 | —                                     |
| 20 mm F3.5             | 9° at highest magnifi-cation | 4-3               | Manual                           | 3.5-16                     | —                                   | 0.84x0.56 cm(4.3x) 0.29x0.19 cm(12.4x)                                  | with Auto Bellows                                                                                | 70g                             | 20mm                   | 32mm        | Not necessary                 | 21mm Slide-on                         |
| 38 mm F2.8             | 9° athighest magnifi-cation  | 6-4               | Auto                             | 2.8-22                     | —                                   | 0.21x0.14 cm(1.7x) 0.54x0.36 cm(6.7x)                                   | with Auto Bellows, 65~116, Auto Extension Tube 14, 15; fine focusing straight helicoid built-in. | 170g                            | 46mm                   | 60mm        | Not necessary                 | —                                     |
| 38 mm F3.5             | 9° at highest magnification  | 5-4               | Manual                           | 3.5-16                     | —                                   | 0.20x0.13 cm(1.8x) 0.59x0.39 cm(6.1x)                                   | with Auto Bellows                                                                                | 90g                             | 28mm                   | 43mm        | Not necessary                 | 32mm Slide-on                         |
| 80 mm F4 (Manual)      | 9° at highest magnifi-cation | 6-4               | Manual                           | 4-22                       | —                                   | 7.20x4.80 cm(2.3x) 1.80x1.20 cm(2.0x)                                   | with Auto Bellows                                                                                | 200g                            | 46mm                   | 59mm        | Not necessary                 | 49mm Screw-in                         |
| 80 mm F4 (Auto)        | 9° athighest magnifi-cation  | 6-4               | Auto                             | 4-32                       | 0.23m                               | 7.20x4.80 cm(2.3x) 1.80x1.20 cm(2.0x)                                   | with Auto Bellows, 65~116; fine focusing straight helicoid built-in                              | 170g                            | 33mm                   | 60mm        | not necessary                 | 49mm Screw-in                         |
| 135 mm F4.5            | 18°                          | 5-4               | Auto                             | 4.5-45                     | 0.6m                                | 7.2x4.8 cm                                                              | with Auto Bellows, 65~116; fine focusing straight helicoid built-in                              | 320g                            | 47mm                   | 60mm        | 57mm Slide-on                 | 55mm Screw-in                         |
| 24 mm F2.8AF           | 84°                          | 8-7               | Automatic control on camerabody  | 2.8-22                     | 0.25m                               | 24x16cm                                                                 | Driven by AF/PF coupler on camera body                                                           | 170g                            | 32mm                   | 62mm        | Built-in                      | 49mm Screw-in                         |
| 28 mm F2.8AF           | 75°                          | 6-6               | Automatic control on camera body | 2.8-22                     | 0.3m                                | 27x18cm                                                                 | Driven by AF/PF coupler on camera body                                                           | 170g                            | 32mm                   | 62mm        | Built-in                      | 49mm Screw-in                         |
| 50 mm F1.8AF           | 47°                          | 6-5               | Automatic control on camera body | 1.8-22                     | 0.45m                               | 24x16cm                                                                 | Driven by AF/PF coupler on camera body                                                           | 170g                            | 32mm                   | 62mm        | Built-in                      | 49mm Screw-in                         |
| 50 mm F2PF             | 47°                          | 6-4               | Automatic control on camera body | 2-22                       | 0.45m                               | 24x16cm                                                                 | Driven by PF coupler on camera body                                                              | 150g                            | 37mm                   | 64mm        | Slide-on                      | 49mm Screw-in                         |
| 50 mm F2.8AF Macro     | 47°                          | 8-7               | Automatic controlon camera body  | 2.8-32                     | 0.2m                                | 3.6x2.4 cm                                                              | Driven by AF/PF coupler on camera body                                                           | 340g                            | 57mm                   | 66mm        | Built-in                      | 49mm Screw-in                         |
| 28–85 mm F3.5-4.5AF    | 75°-29°                      | 14-11             | Automatic control on camera body | 3.5-22(28mm) 4.5-27(85mm)  | 0.8m (at close focus: 0.6m)         | 85x57cm(28mm) 22x15cm(85mm)                                             | Driven by AF/PF coupler on camera body                                                           | 480g                            | 84mm                   | 69mm        | Slide-on                      | 55mm Screw-in                         |
| 35–70 mm F3.5-4.5AF    | 63°-34°                      | 9-8               | Automatic control on camera body | 3.5-22(35mm) 4.5-32(70mm)  | 0.75m (at close focus: 0.45m)       | 40.4x27cm(35mm) 21.7x14.5 cm(70mm, close focus)                         | Driven by AF/PF coupler on camera body                                                           | 250g                            | 53mm                   | 69mm        | Slide-on                      | 49mm Screw-in                         |
| 35–70 mm F3.5-4.5PF    | 63°-34°                      | 9-8               | Automatic control on camera body | 3.5-22(35mm) 4.5-32(70mm)  | 0.75m (at close focus 0.45m)        | 40.4x27cm(35mm) 21.7x14.5 cm(70mm, close focus)                         | Driven by PF coupler on camera body                                                              | 250g                            | 53mm                   | 69mm        | Slide-on                      | 49mm Screw-in                         |
| 35–105 mm F3.5-4.5AF   | 63°-23°                      | 14-13             | Automatic control on camera body | 3.5-22(35mm) 4.5-27(105mm) | 1.5m (at close focus: 0.85m)        | 129x86cm(35mm) 22x14cm(105mm, close focus)                              | Driven by AF/PF coupler on camera body                                                           | 460g                            | 84mm                   | 69mm        | Slide-on                      | 55mm Screw-in                         |
| 70–210 mm F3.5-4.5AF   | 34°-11°                      | 12-9              | Automatic control on camera body | 3.5-22(70mm) 4.5-32(210mm) | 1.5m (at close focus: 1.35m)        | 52x34cm(70mm) 18x12cm(210mm, close focus)                               | Driven by AF/PF coupler on camera body                                                           | 790g                            | 125mm                  | 76mm        | Slide-on                      | 55mm Screw-in                         |

## Додаткові аксесуари
Olympus випускав велику кількість додаткових аксесуарів до камер OM, у тому числі змінні фокусувальні екрани (більше десятка різних типів), змінні задні кришки до фотокамер (з вдрукуванням дати, з вдрукуванням додаткової інформації, з можливістю заряджання великих роликів плівки (до 250 кадрів), інші типи), узгоджені (dedicated) лампи-спалахи лінійки F (наприклад Olympus F280), телеконвертори (1,4х та 2х), макрокільця та інші аксесуари.
Узгоджені спалахи серії F працюючи у парі з фотокамерою серії OM уміють працювати у автоматичному режимі, дозуючи необхідну порцію світла з контролем за відбитим від плівки світлом (OTF — off the film), що є одним з найточніших варіантів автоматики ламп-спалахів, і працює за принципом TTL (замір світла, яке пройшло через об'єктив). Це дозволяє точно вимірювати експозицію і покладатись на автоматику при макрофотографії та інших важких, з точки зору автоматизації, видах зйомки.

## Сумісність об'єктивів з іншими байонетами
У цифрову епоху компанія Olympus не пішла шляхом, який вибрала Canon, Nikon, Konica-Minotla, Pentax та інші, зберігши сумісність існуючих байонетів з новими цифровими камерами, натомість запропонувала стандарт Four-Thirds з зовсім іншим байонетом, проте випустила адаптер Olympus MF-1, який дозволяє використовувати оптику Zuiko з байонетом OM на камерах стандарту Four-Thirds, з частковою втратою функціональності (відсутність підтвердження наводки на різкість, відсутність «стрибаючої» діафрагми).
Також існують неофійційні перехідники для використання об'єктивів серії OM на цифрових камерах Four-Thirds, та ведеться розробка перехідника, який реалізує роботу «стрибаючої» діафрагми.
Враховуючи, що робочий відрізок у байонеті OM становить 46 мм, можливо виготовити прості механічні перехідники, які дозволять встановити об'єктиви з байонетом OM на камери з іншими байонетами, робочий відрізок яких менший за 46 мм, можливо із частковою втратою функціональності. Неофіційні перехідники існують для багатьох систем, у тому числі й для Canon EOS.